# José Sá
José Pedro Malheiro de Sá (Braga, 17 de enero de 1993), más conocido como José Sá, es un futbolista portugués que juega como portero en el Wolverhampton Wanderers F. C. de la Premier League de Inglaterra.

## Trayectoria
Nacido en Braga, terminó su formación con el C. S. Marítimo de Madeira, llegó al club a la edad de 18. El 23 de enero de 2013 hizo su debut profesional con el equipo B, jugando los 90 minutos en el empate 0-0 en casa contra U. D. Oliveirense para el segundo campeonato de división.
A finales de mayo de 2013, fue promovido al equipo principal por el director Pedro Martins. Jugó su primer partido en la Primeira Liga el 18 de agosto en la victoria por 2-1 sobre S. L. Benfica, y mantuvo su posición para la siguiente jornada, una pérdida de 0-3 ante el F. C. Porto.
Durante su permanencia en Madeira, actuó como suplente del francés Romain Salin.
El 25 de enero de 2016, Sá y su compañero Moussa Marega se unieron al Porto, con contratos de cuatro años y medio, por cinco millones de euros.
En la temporada 2018-19 se llegó a un acuerdo de cesión al Olympiacos de El Pireo por una temporada. El 15 de mayo de 2019 Olympiacos anunció su adquisición a título definitivo.
Completó tres temporadas en El Pireo, hasta que el 15 de julio de 2021 fue traspasado al Wolverhampton Wanderers F. C., equipo con el que firmó por cinco años.

## Selección nacional
El 16 de noviembre de 2023, seis años después de su primera convocatoria, hizo su debut con la selección de Portugal en un partido ante Liechtenstein que ganaron por cero a dos.

### Participaciones en Copas del Mundo
| Mundial      | Sede  | Resultado        | Partidos | Goles |
| ------------ | ----- | ---------------- | -------- | ----- |
| Mundial 2022 | Catar | Cuartos de final | 0        | 0     |

### Participaciones en Eurocopas
| Copa          | Sede     | Resultado        | Partidos | Goles |
| ------------- | -------- | ---------------- | -------- | ----- |
| Eurocopa 2024 | Alemania | Cuartos de final | 0        | 0     |

## Estadísticas

### Clubes
Actualizado al último partido disputado el 30 de noviembre de 2024.
| Club                                     | Div.          | Temporada     | Liga  | Liga  | Copas nacionales | Copas nacionales | Copas internacionales | Copas internacionales | Total | Total |
| Club                                     | Div.          | Temporada     | Part. | Goles | Part.            | Goles            | Part.                 | Goles                 | Part. | Goles |
| ---------------------------------------- | ------------- | ------------- | ----- | ----- | ---------------- | ---------------- | --------------------- | --------------------- | ----- | ----- |
| C. S. Marítimo "B" Portugal              | 2.ª           | 2012-13       | 19    | 17    | —                | —                | —                     | —                     | 19    | 17    |
| C. S. Marítimo "B" Portugal              | 2.ª           | 2013-14       | 18    | 24    | —                | —                | —                     | —                     | 18    | 24    |
| C. S. Marítimo "B" Portugal              | 2.ª           | 2014-15       | 38    | 50    | —                | —                | —                     | —                     | 38    | 50    |
| C. S. Marítimo "B" Portugal              | Total club    | Total club    | 75    | 91    | 0                | 0                | 0                     | 0                     | 75    | 91    |
| C. S. Marítimo Portugal                  | 1.ª           | 2013-14       | 8     | 15    | 3                | 3                | —                     | —                     | 11    | 18    |
| C. S. Marítimo Portugal                  | 1.ª           | 2014-15       | 3     | 4     | 1                | 0                | —                     | —                     | 4     | 4     |
| C. S. Marítimo Portugal                  | 1.ª           | 2015-16       | 5     | 12    | 3                | 4                | —                     | —                     | 8     | 16    |
| C. S. Marítimo Portugal                  | Total club    | Total club    | 16    | 31    | 7                | 7                | 0                     | 0                     | 23    | 38    |
| F. C. Porto "B" Portugal                 | 2.ª           | 2015-16       | 16    | 11    | —                | —                | —                     | —                     | 16    | 11    |
| F. C. Porto "B" Portugal                 | Total club    | Total club    | 16    | 11    | 0                | 0                | 0                     | 0                     | 16    | 11    |
| F. C. Porto Portugal                     | 1.ª           | 2016-17       | 1     | 3     | 5                | 2                | 0                     | 0                     | 6     | 5     |
| F. C. Porto Portugal                     | 1.ª           | 2017-18       | 14    | 8     | 2                | 0                | 5                     | 12                    | 21    | 20    |
| F. C. Porto Portugal                     | Total club    | Total club    | 15    | 11    | 7                | 2                | 5                     | 12                    | 27    | 25    |
| Olympiakos F. C. · Grecia                | 1.ª           | 2018-19       | 21    | 12    | 3                | 1                | 7                     | 9                     | 31    | 22    |
| Olympiakos F. C. · Grecia                | 1.ª           | 2019-20       | 33    | 12    | 1                | 0                | 15                    | 18                    | 49    | 30    |
| Olympiakos F. C. · Grecia                | 1.ª           | 2020-21       | 29    | 16    | 3                | 4                | 12                    | 17                    | 44    | 37    |
| Olympiakos F. C. · Grecia                | Total club    | Total club    | 83    | 40    | 7                | 5                | 34                    | 44                    | 124   | 89    |
| Wolverhampton Wanderers F. C. Inglaterra | 1.ª           | 2021-22       | 37    | 40    | 0                | 0                | —                     | —                     | 37    | 40    |
| Wolverhampton Wanderers F. C. Inglaterra | 1.ª           | 2022-23       | 36    | 55    | 3                | 2                | —                     | —                     | 39    | 57    |
| Wolverhampton Wanderers F. C. Inglaterra | 1.ª           | 2023-24       | 35    | 58    | 5                | 6                | —                     | —                     | 40    | 64    |
| Wolverhampton Wanderers F. C. Inglaterra | 1.ª           | 2024-25       | 7     | 17    | 1                | 3                | —                     | —                     | 8     | 20    |
| Wolverhampton Wanderers F. C. Inglaterra | Total club    | Total club    | 115   | 170   | 9                | 11               | 0                     | 0                     | 124   | 181   |
| Total carrera                            | Total carrera | Total carrera | 320   | 354   | 30               | 25               | 39                    | 56                    | 389   | 435   |

## Palmarés

### Títulos nacionales
| Título              | Club                   | País     | Año  |
| ------------------- | ---------------------- | -------- | ---- |
| Primeira Liga       | F. C. Porto            | Portugal | 2018 |
| Superliga de Grecia | Olympiacos de El Pireo | Grecia   | 2020 |
| Copa de Grecia      | Olympiacos de El Pireo | Grecia   | 2020 |
| Superliga de Grecia | Olympiacos de El Pireo | Grecia   | 2021 |

### Títulos internacionales
| Título                      | Club (*)              | País     | Año  |
| --------------------------- | --------------------- | -------- | ---- |
| Liga de Naciones de la UEFA | Selección de Portugal | Portugal | 2019 |
| Liga de Naciones de la UEFA | Selección de Portugal | Alemania | 2025 |

(*) Incluyendo la selección.